# Stuart Conquest

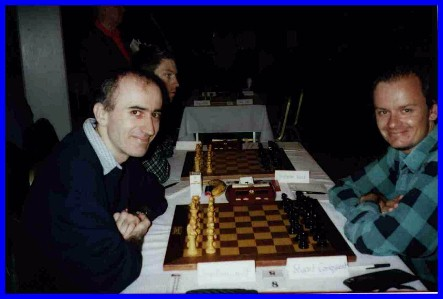
Jon Levitt (links) versus Stuart Conquest (2004)

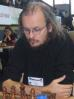
Stuart Conquest
(foto Ard van Beek)

Stuart Conquest (Ilford, 1 maart 1967) is een Britse schaker, commentator en toernooidirecteur. Hij is sinds 1991 een grootmeester (GM).
Conquest leerde toen hij vijf was het schaken van zijn vader.
- In 1981, op 14-jarige leeftijd, won hij het wereldkampioenschap schaken voor jeugd in de categorie tot 16 jaar.
- In 1985 werd hij internationaal meester (IM), in 1991 grootmeester.
- In 1993 speelde hij simultaan bij KOSK (de Koninklijke Oostendse Schaakkring), waar Alberic O'Kelly de Galway in 1967 voor de eerste keer als simultaanspeler optrad.
- Conquest speelde mee in Hastings: in 1995 en in 2000 werd hij gedeeld eerste[1] en in 2004 eindigde hij op de achtste plaats.
- In 1997 won Conquest het Britse kampioenschap rapidschaak.
- In oktober 2001 was zijn Elo-rating 2601.
- In 2001 won hij het categorie 14-toernooi in Clichy.[2]
- In 2002 speelde hij in de A-groep van "Lost Boys", waar hij 15e werd van de 99 spelers. Loek van Wely eindigde als eerste.
- Conquest speelde van 31 juli t/m 13 augustus 2005 mee in het toernooi om het nationale kampioenschap van Groot-Brittannië "Smith & Williamson" en eindigde met 8 uit 11 op een gedeelde tweede plaats. De Schot Jonathan Rowson werd kampioen met 8.5 uit 11.
- Op 9 augustus 2008 werd Conquest voor het eerst in zijn carrière Brits kampioen,[3] waarvoor hij Keith Arkell moest verslaan in een play-offmatch rapidschaak voor de titel, nadat ze gedeeld als eerste waren geëindigd.
- In mei 2009 won hij het Capo d'Orso Open-toernooi.[4]

Vanaf midden jaren 90 was hij in 1996, 2002, 2006 en 2008 onderdeel van het Engelse team bij de Schaakolympiade en in 1999, 2001, 2007 en 2009 bij het Europees schaakkampioenschap voor landenteams. 
Naast actief schaker is Conquest ook commentator en sinds 2011 toernooidirecteur van het Gibraltar Schaakfestival, dat jaarlijks wordt gehouden in het Caleta Hotel in Catalan Bay. 